# ملاشیه
مَلّاشیه محله‌ای در جنوبی‌ترین نقطه غربی اهواز از مرکز استان خوزستان در ایران می‌باشد. بطورتقریبی همه‌ی شهروندان ملاشیه، از مردم عرب هستند. ملاشیه از مناطق حاشیه و محروم اهواز شمرده می‌شود که چهره‌های سرشناسی تحویل کشور داده است علی بداوی بازیکن تیم ملی فواد بوعذار پروفسور.حدود ۱۱ کارخانه وشرکت در منطقه وجود دارد اما درصد قابل توجهی از جوانان منطقه بیکار هستند مدارس ملاشیه به‌دلیل کمبود امکانات ونیروی انسانی شبه متروکه هستند واهالی ملاشیه مجبور هستند فرزندان خودرا به تحصیل بیرون از منطقه ببرند ملاشیه دارای چهرهای اجتماعی معروف در استان خوزستان می‌باشد (عقیل صیاحی محمد باوی قاسم منصوری قاسم غزلاوی حاج علی ضامنی فر و مسعود شریفی یار ازجمله مطالبه گران وشخصیت اجتماعی این منطقه هستند ملاشیه دارای ۲۵ تیم فوتبال در رده‌های مختلف می‌باشد که نصر جنوب استقلال ملاشیه وعقاب ملاشیه از بزرگترین وقدیمی ترین تیم‌های این منطقه میباشند منطقه ملاشیه داری ۱۲ مسجد می‌باشد ۷۰ درصد خیابان‌های ملاشیه فاقد آسفالت می‌باشد و هیچ امکانات رفاهی و تفریحی در منطقه وجود ندارد ملاشیه به مراسم‌های مذهبی مشایه اهواز و جشن‌های میلاد امام علی معروف است که سالانه به صورت ویژه و بزرگ برگزار می‌شوند
این منطقه در جاده اهواز به خرمشهر و نزدیک شهرک رزمندگان قرار دارد.
این منطقه یکی از مناطق پرجمعیت اهواز است که طبق سرشماری سال ۱۳۹۵، 80.000
نفر جمعیت داشت. 
ملاشیه در زمان جنگ بعلت نزدیکی به شرکت‌های صنعتی بزرگی همچون فولاد کاویان، گروه ملی، نورد لوله، پایه ساز، فارسیت، سپنتا، هپکو تلفات جانی و خسارتهای مالی به مردم این منطقه رسانید و نیروهای عراقی بعد از اشغال خرمشهر تا نزدیکی این منطقه رسیدند. 
ملاشیه یکی از قدیمی‌ترین محله‌های اهواز به‌شمار می‌آید؛ تا قبل از جنگ غزوه احد 25 خانوار عرب در انجا ساکن بودند وباشروع جنگ به دیگر مناطق مهاجرت کردند واهالی جنگ زده هور جایگزین آنها شدند که امروزه مشکلات زیادی در این منطقه وجود دارد. 
ملاشیه یکی از پر جمعیت‌ترین مناطق اهواز شمرده می‌شود.

## کم‌آبی
کم‌آبی در ملاشیه همواره باعث ایجاد بحران در این منطقه بوده است.  کمبود و قطع آب شرب در این منطقه اغلب در فصل تابستان رخ می‌دهد. قطعِ ۳۰ روزه‌ی آبِ شرب در این منطقه، در تابستان ۱۴۰۲ واکنش‌های بسیاری را به دنبال داشت.همزمان با کم‌آبی و بی‌آبی در ملاشیه، آبِ روستاهای شموس۱ و حردان نیز قطع شد. همچنین مشکل کم‌آبی در منطقه «عین۲» اهواز نیز همزمان با ملاشیه رسانه‌ای شد.همزمان با قطعی آب در این منطقه، اهواز به عنوان گرمترین نقطه‌ی جهان معرفی شده بود.

### روزِ‌متفاوتِ خبرنگار
فعالانِ منطقه کم‌برخوردارِ ملاشیه اهواز در مدتی که با تنش‌آبی مواجه شده بودند از عکاسان، خبرنگاران و تعدادی از ادمین‌های اینستگرامی تجلیل کردند.